# Иван Ненков
Иван Ненков е български поет, сатирик, журналист и учител.

## Биография
Иван Ненков е роден на 8 януари 1961 г. Завършва Българска филология в Шуменския университет „Епископ Константин Преславски“ през 1985 г. Поет с китара, журналист, сатирик, музикант, автор на песни за „Щурците“, различните формации на „Тоника“, Клуб „НЛО“, Тони Димитрова, "Фанданго", дует "Домино", Ваня Костова, Пламен Ставрев, Веселин Маринов и много други. Многократно участва и е награждаван на фестивали  на поетите с китара („ПоКи“) в различни градове на страната. Организира 16 издания на Творческата среща на българските бардове в Несебър – „Морски струни“. Бил е журналист във вестник „Слънчев бряг“. Автор на книгите „Троянски кон“ (1987), „Горещи апокрифи“ (1994), „Търговци в храма“ (1996, худ. Б. Димовски), „48 песни“ (2000), „Корабен дневник“ (1999), "Ах, морето" (2003), "Тук Някъде Отвъд" (2010, худ. Р. Статков), "Граматика на грешКите" (2014) и др. Член е на Съюза на българските писатели, Съюза на българските журналисти и на Дружеството на писателите – Бургас. Носител на десетки национални литературни и музикални отличия. От 1982 г. пише песни за театрални спектакли у нас и в чужбина. Има призове от националния песенен фестивал „Бургас и морето“, награда на Съюза на българските композитори от фестивала „Златният Орфей“ (1999), наградата на публиката от Пролетния радиоконкурс за нова българска песен (2003). От 2005 г. насам 8 негови песни са включени в учебниците по музика от 4 до 9 клас (ИК “Булвест” и “Просвета”). Работил е и като учител в село Партизани, Варненско, и в Морски санаториум - Слънчев бряг. От 2010 г. Иван Ненков живее и работи като  музикант на свободна практика в София. 